# Mikael Järlestrand
Per Mikael Järlestrand, född 4 januari 1965 i Längbro församling, Örebro län, är en svensk kristen sångare, låtskrivare och pastor.
Järlestrand är utbildad i flera instrument och sång vid Musikhögskolan i Malmö där han bl.a. hade professor Göte Strandsjö som lärare i sång.
Han kom under uppväxtåren till Karlskrona och senare Bara i Skåne men bor numera i Malmö. Han medverkade bland annat i TV-programmet Minns du sången som sändes på SVT.
Vid sidan av sin musikkarriär har Mikael Järlestrand verkat som pastor och musikledare i Pingstkyrkan Europaporten. Men är numera programledare på den kristna tv-kanalen Kanal 10 Sverige och medverkar stadigt på kanalens DIREKTvecka en vecka varje månad. Han är även en tredjedel av trion Tre Barytonerna som är ute och reser för Skandinaviska Barnmission.
Han är son till pastorn och författaren Lars-Eric Järlestrand.

## Diskografi
- 1990 – En ton från himlen
- 1992 – Ståupp i tro
- 1996 – Det är fullbordat
- 1998 – Den första julen
- 2000 – Via Dolorosa
- 2004 – Land of light
- 2005 – Jag är fri
- 2008 – No more night
- 2010 – Mitt arv
- 2012 – Du lyfter mig

## Fotnoter
1. ↑  Sveriges befolkning 1990, CD-ROM, Version 1.00, Riksarkivet (2011).
2. ↑  http://www.myspace.com/mikaeljarlestrand
3. ↑  Pastorer Arkiverad 25 juni 2012 hämtat från the Wayback Machine. Europaporten/Malmö Pingstförsamling.